# Strange Relations
Strange Relations este o colecție de povestiri științifico-fantastice de Philip José Farmer. A apărut prima dată în 1960 la editura Ballantine.
Conține: nuveleta „Mother” (1953), povestirea „Daughter” (1954), nuvela „Father” (1955), povestirea „Son” (1954) și nuvela „My Sister's Brother” (variantă a „Open to Me, My Sister”). Acestea descriu întâlniri ciudate – și adesea mortale – între oameni și extratereștri.
Povestirea „Daughter” a fost tradusă de Constantin Cozmiuc ca „Fiica” și a apărut în Almanah Anticipația 1991 din 1990.
Colecția a fost republicată de mai multe ori, în ultimele ediții au fost adăugate 2 romane: The Lovers (din seria The Sturch)  și Flesh (1960). Prezintă multe teme sexuale, așa cum este tipic primelor scrieri ale lui Farmer.